# Temporada da NBA de 1981–82
A Temporada da NBA de 1981-82 foi a 36º temporada da National Basketball Association. O campeão foi o Los Angeles Lakers.